# Bashikule Hu
Bashikule Hu (kinesiska: 巴什库勒湖) är en sjö i Kina. Den ligger i den autonoma regionen Xinjiang, i den nordvästra delen av landet, omkring 340 kilometer söder om regionhuvudstaden Ürümqi. Trakten runt Bashikule Hu är ofruktbar med lite eller ingen växtlighet.
Genomsnittlig årsnederbörd är 60 millimeter. Den regnigaste månaden är juni, med i genomsnitt 22 mm nederbörd, och den torraste är mars, med 1 mm nederbörd.